# Newburg (Wisconsin)
Newburg is een plaats (village) in de Amerikaanse staat Wisconsin, en valt bestuurlijk gezien onder Ozaukee County en Washington County.

## Demografie
Bij de volkstelling in 2000 werd het aantal inwoners vastgesteld op 1119. In 2006 is het aantal inwoners door het United States Census Bureau geschat op 1227, een stijging van 108 (9,7%).

## Geografie
Volgens het United States Census Bureau beslaat de plaats een oppervlakte van 2,2 km², geheel bestaande uit land. Newburg ligt op ongeveer 265 m boven zeeniveau.

## Plaatsen in de nabije omgeving
De onderstaande figuur toont nabijgelegen plaatsen in een straal van 16 km rond Newburg.